# Gari
Pour les articles homonymes, voir Gari (homonymie).
Le gari (ガリ) est un condiment d'origine japonaise, préparé à partir de lamelles de racines de gingembre marinées, qui accompagne traditionnellement les sushis et les makis.
On lui attribue les vertus de rafraîchir le palais et il est conseillé d'en manger un peu entre chaque bouchée.

## Préparation

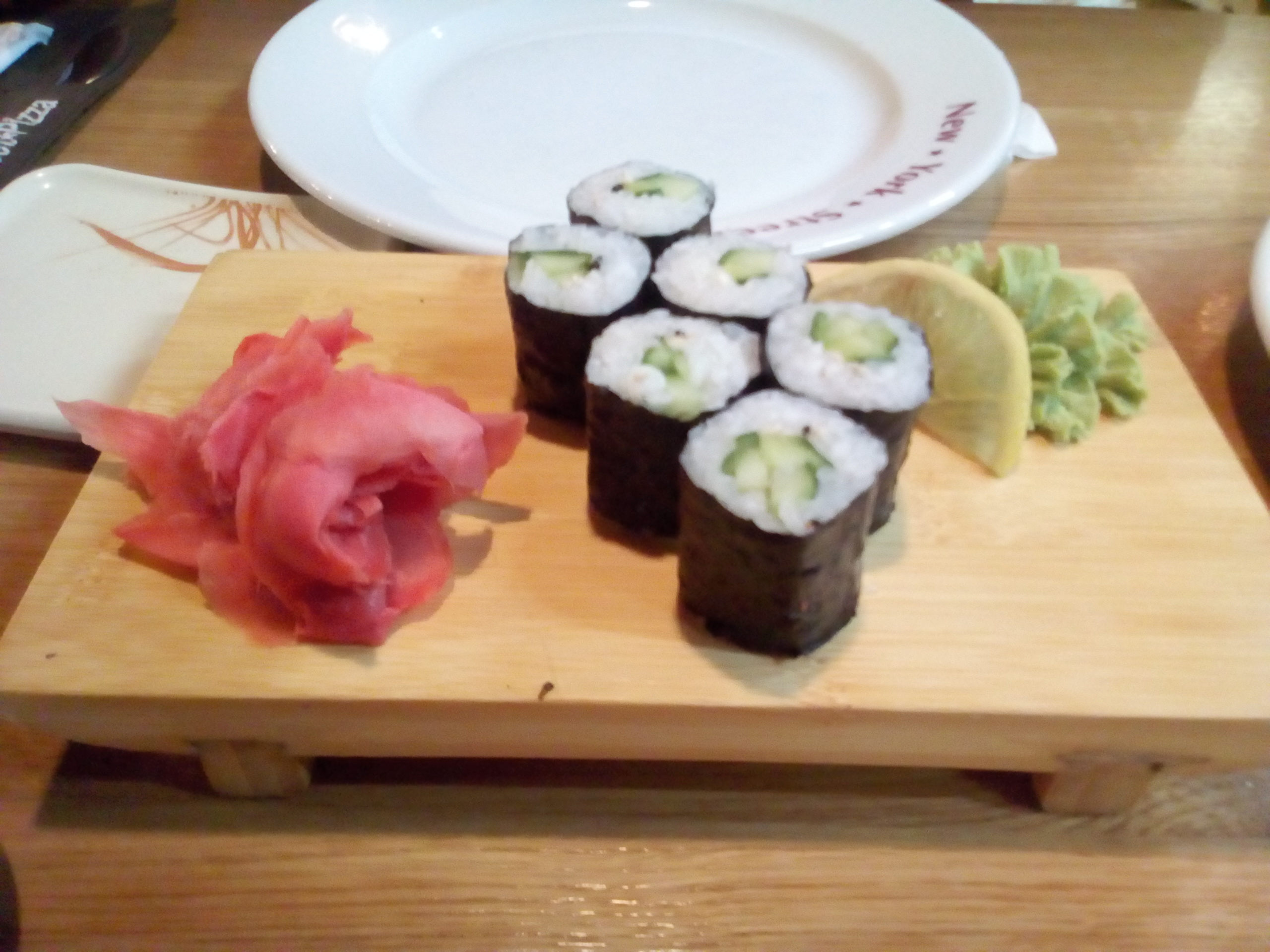
Gari accompagnant des Makis

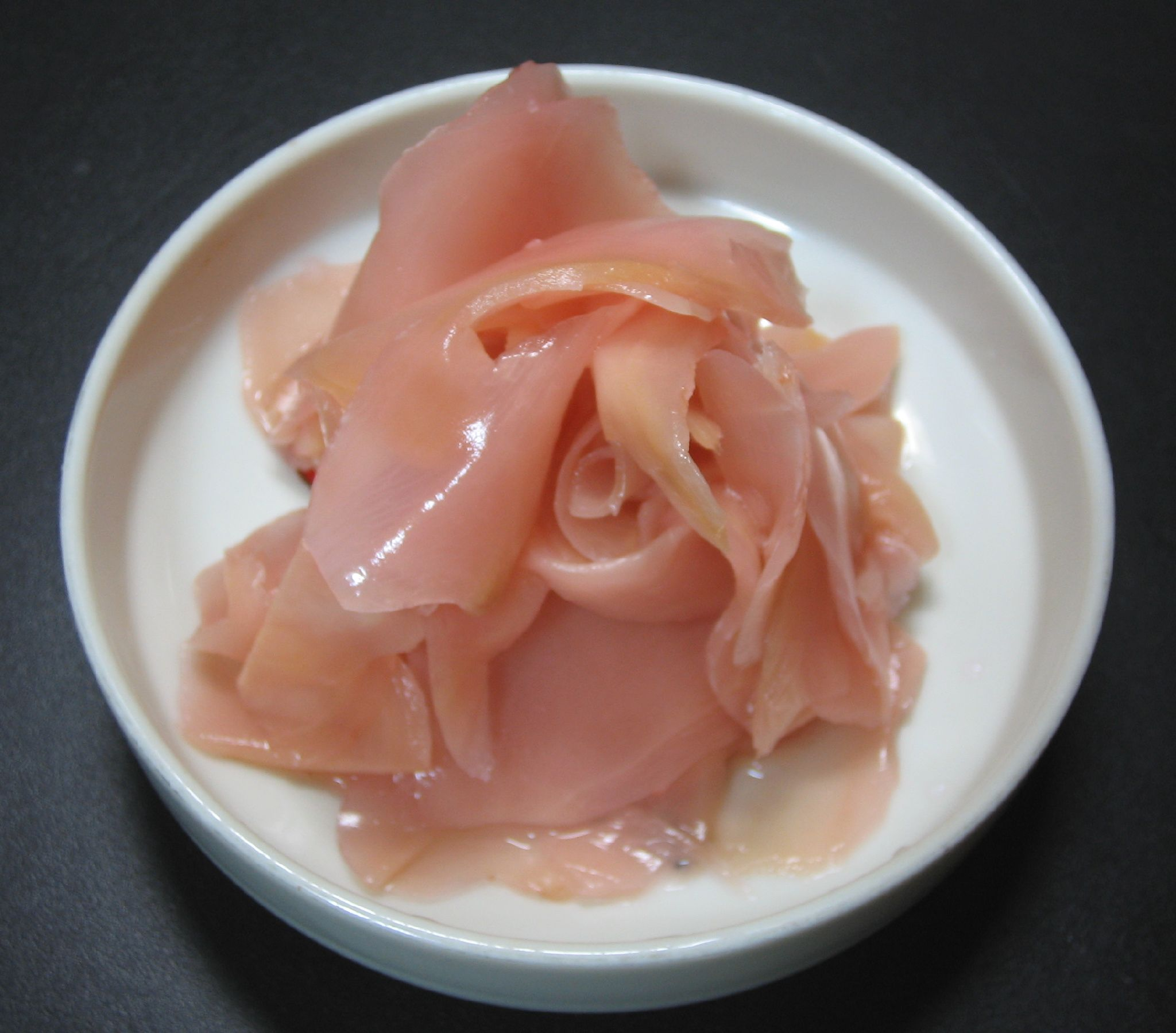
Gari

Le gari est le plus souvent préparé à partir de rhizome de gingembre officinal frais mariné dans du vinaigre de riz, de l'eau et du sucre. Au Japon le rhizome utilisé provient de jeunes pousses : le Kintoki ou le Yanaka. La plupart des restaurants de sushis utilisent un rhizome de gingembre en provenance de Chine ou d'Inde moins onéreux.
Le gari japonais est de couleur jaune clair légèrement rosée, le gari "économique" est jaune clair par nature, on y ajoute souvent du colorant alimentaire pour lui donner une couleur plus attirante (rose ou rouge). Le colorant le plus couramment employé est le E124, qui est interdit dans plusieurs pays (tels la Norvège et la Suède) et considéré comme cancérigène, allergène, asthmatogène et facteur d'hyperactivité. En France, les produits contenant du E124 doivent comporter la mention particulière : « Peut avoir des effets indésirables sur l’activité et l’attention chez les enfants ».